# Turniej o Łańcuch Herbowy Miasta Ostrowa Wielkopolskiego 1987
Turniej o Łańcuch Herbowy Miasta Ostrowa Wielkopolskiego 1987 – turniej żużlowy, rozegrany po raz 35. w Ostrowie Wielkopolskim, w którym zwyciężył Polak Zenon Kasprzak.

## Wyniki
- Ostrów Wielkopolski, 25 października 1987
- Sędzia: Irena Nadolna

| Msc. | Zawodnik              | Państwo      | Pkt |             |  |
| ---- | --------------------- | ------------ | --- | ----------- |  |
| 1    | Zenon Kasprzak        | Leszno       | 14  | (3,3,2,3,3) |  |
| 2    | Zbigniew Krakowski    | Leszno       | 13  |             |  |
| 3    | Roman Jankowski       | Leszno       | 12  |             |  |
| 4    | Ryszard Dołomisiewicz | Bydgoszcz    | 11  |             |  |
| 5    | Wojciech Żabiałowicz  | Toruń        | 9   |             |  |
| 6    | Marek Kępa            | Lublin       | 9   |             |  |
| 7    | Piotr Świst           | Gorzów Wlkp. | 9   |             |  |
| 8    | Jacek Gomólski        | Gniezno      | 8   |             |  |
| 9    | Andrzej Huszcza       | Zielona Góra | 7   |             |  |
| 10   | Piotr Kociemba        | Ostrów Wlkp. | 7   |             |  |
| 11   | Marek Garsztka        | Ostrów Wlkp. | 6   |             |  |
| 12   | Eugeniusz Miastkowski | Toruń        | 5   |             |  |
| 13   | Marek Ziarnik         | Bydgoszcz    | 4   |             |  |
| 14   | Piotr Podrzycki       | Gniezno      | 4   |             |  |
| 15   | Cezary Owiżyc         | Gorzów Wlkp. | 0   |             |  |
| 16   | Sławomir Dudek        | Zielona Góra | 0   |             |  |